# Classe Braunschweig
La classe Braunschweig est une série de cinq cuirassés pré-Dreadnought construite au début du XXe siècle pour la Marine impériale allemande. Ils portent les noms de différents états allemands.

## Service et historique
Au début de la Première Guerre mondiale les navires ont été affectés à la 4e escadre pour le service de défense côtière.

En 1916, le SMS Hessen a été affecté à la 2e escadre et a participé à la bataille du Jutland.

En 1917, tous les navires de classe Braunschweig ont été retirés des unités de combat et affectés à des tâches auxiliaires. Les Braunschweig, Elsaß et Lothringen sont devenus navire-école, et les Hessen et Preußen des dragueurs de mines.
Après guerre, les Braunschweig, Elsaß et Hessen devaient subir une refonte pour devenir des navires de défense côtière, mais ce plan fut abandonné. 
En 1931, les Preußen et Lothringen furent détruits, puis le Braunschweig en 1932. 
Le SMS Elsaß fut abandonné en 1936. le Hessen resta en service jusqu'en 1960, après avoir été capturé par l'armée soviétique pendant la Seconde Guerre mondiale. Celle-ci s'en servit comme navire-cible sous le nom de Tsel (le but, en russe) jusqu'à sa mise au rebut.

## Les unités de la classe
| Classe Braunschweig | Classe Braunschweig    | Classe Braunschweig | Classe Braunschweig | Classe Braunschweig | Classe Braunschweig                     | Classe Braunschweig |
| Nom                 | Chantier naval         | Mise en chantier    | Lancement           | Armement            | Fin                                     | Photo               |
| ------------------- | ---------------------- | ------------------- | ------------------- | ------------------- | --------------------------------------- | ------------------- |
| SMS Braunschweig    | Arsenal Germania Kiel  | 24 octobre 1901     | 20 décembre 1902    | 14 avril 1904       | rayé le 31 mars 1931                    |                     |
| SMS Elsaß           | Schichau Danzig        | en 1901             | 26 mai 1903         | 29 novembre 1904    | rayé en 1936                            |                     |
| SMS Hessen          | Arsenal Germania Kiel  | 15 avril 1902       | 18 septembre 1903   | 19 mai 1904         | cédé à l'URSS en 1946 Tsil rayé en 1960 |                     |
| SMS Preußen         | AG Vulcan Stettin      | avril 1902          | 30 octobre 1903     | 12 juillet 1905     | rayé le 25 février 1931                 |                     |
| SMS Lothringen      | Schichau- Werke Danzig | 1er décembre 1902   | 24 mai 1904         | 18 mai 1906         | rayé le 31 mars 1931                    |                     |

### Sources
- (de) Cet article est partiellement ou en totalité issu de l’article de Wikipédia en allemand intitulé « Braunschweig-Klasse (1902) » (voir la liste des auteurs).